# Carapeguá

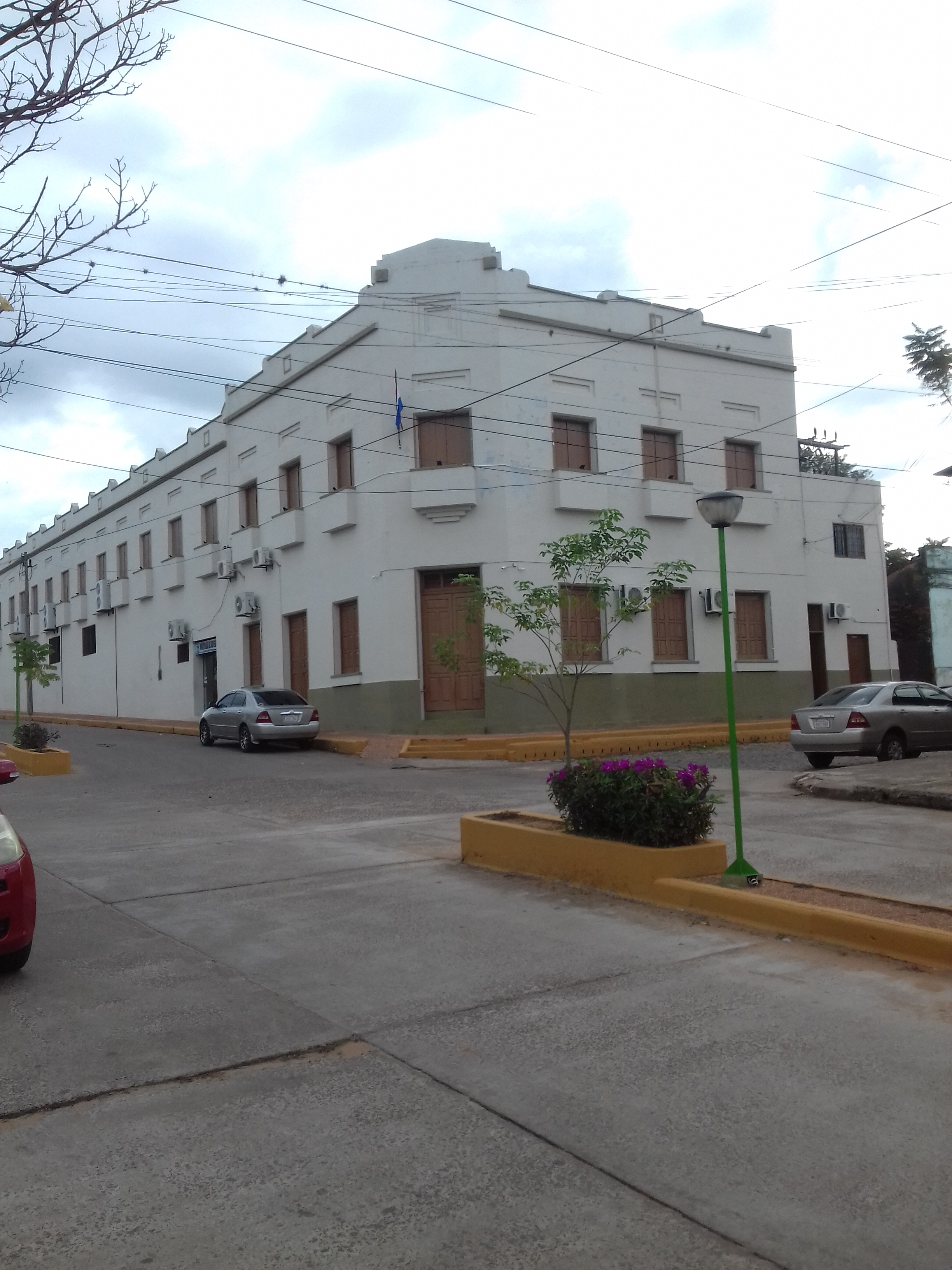
Municipalidad de Carapeguá

Carapeguá (en guaraní, Karapegua) es una ciudad paraguaya del Departamento de Paraguarí, ubicada a 80 km de Asunción. Asentada a orillas del arroyo Caañabé y sobre la Ruta PY01, se sitúa a poca distancia del lago Ypoá. También conocida como «La perla del Caañabé», esta ciudad fue fundada en el año 1725 por el gobernador español Martín de Barúa.

## Geografía
El distrito de Carapeguá tiene 435 km² de extensión territorial. Se sitúa en el extremo oeste del Departamento de Paraguarí, y es la puerta de entrada a toda la región del lago Ypoá. Limita al norte con el Departamento Central y Yaguarón; al sur con San Roque, separado por el arroyo Aguai-hy-mi; al este con Paraguarí y Acahay; al oeste con el Departamento Central.
Carapeguá se divide en las siguientes compañías: Cerro Pinto, Calixtro, Cerro Pé, Cañetecué, Caazapá, San Juan'i, Espartillar, Potrero, Tajy Loma, Caapucumí, Pacheco, Cerrito, Ndavaru, Beniloma, Franco Isla, Aguaí`y, Isla Ybate.
El distrito de Carapeguá, se encuentra regado por las aguas de los arroyos Caañabé y Aguai-hy-mi. En el extremo oeste del distrito se sitúa el estero Ypoá. El arroyo Capilla nace dentro de la ciudad, cruzándola hasta desembocar en el Arroyo Hû. El Arroyo Tacuary (al este) es en gran parte el límite con el Distrito de Acahay. El Arroyo Mba´ey (al norte) es el límite con Paraguarí.

## Demografía
Carapeguá cuenta con una población total de 29 351 habitantes, según datos oficiales del censo paraguayo de 2022.

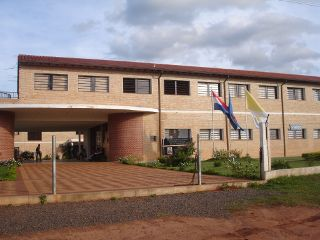
Universidad Católica Unidad Pedagógica Sede Carapeguá

## Economía
Carapeguá es conocida como la capital del poyvi (que significa hilo, en guaraní), por su fina producción artesanal de objetos en hilo como frazadas, ponchos, colchas, cubrecamas, hamacas y otras prendas.
Los habitantes se dedican a la agricultura y a la ganadería doméstica, y se destacan en el cultivo de caña de azúcar, cuya producción está a cargo de un ingenio azucarero de la zona.
En cuanto a producción ganadera, la región cuenta con la cría de ganado vacuno, ovino y equino.
La actividad agrícola está orientada principalmente a los cultivos de caña dulce, abarca productos como el maíz, el algodón y la mandioca. Hay buena producción de coco.
En Carapeguá funcionan diversas fábricas de embutidos y curtiembres. Una nueva industria de coco en el Ramal Acahay, es actualmente la mayor industria de la zona del 9.º departamento. 
También cuenta con una fábrica de miel y caña ex ingenio azucarero llamado María Auxiliadora, en el que se elabora miel de caña dulce.

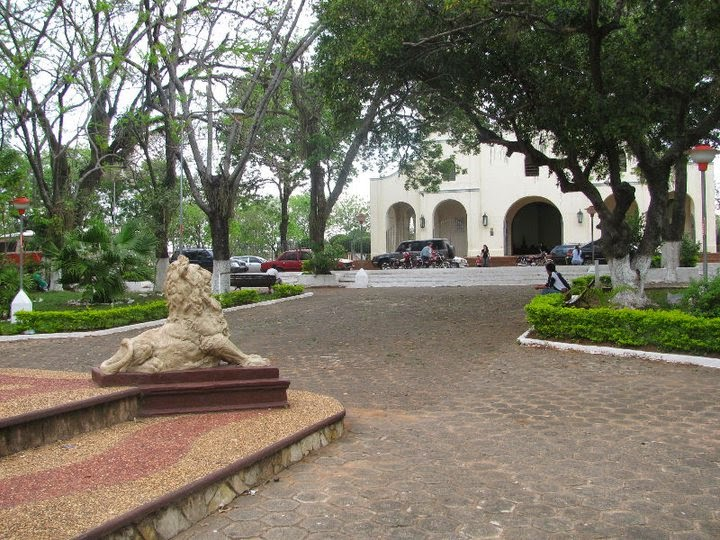
Plaza Gral Díaz

## Infraestructura
La principal vía asfaltada que cruza gran parte de la ciudad es la Ruta PY01, que la conecta con la capital del país, Asunción, y con otras localidades del departamento. Los caminos, son terraplenados y enripiados y unen los distritos entre sí y con la capital del departamento.
Esta localidad cuenta con niveles primarios, secundarios y universitarios de enseñanza. El sistema educativo regional está coordinado por la capital departamental, y de la misma dependen tres supervisiones administrativas con sedes en: Paraguarí, Carapeguá y Quiindy.
La ciudad cuenta con cuatro instituciones educativas, Colegio San Alfonso (Colegio de los Pa'i), Colegio Mcal Estigarribia (Escuela'i), Colegio Virgen Poderosa (Escuela de las Hermanas) y el Colegio Rca. de Nicaragua (Escuela Guasu). Hay que mencionar que hasta hace poco funcionaba la Escuela General Dìaz (Escuela Carumbe) y que fuera un ícono de la ciudad. Además existen varios colegios en la zona rural del distrito de Carapeguá, por ejemplo el Colegio Santa Helena (Franco Isla), Colegio Beniloma y otros. También cuenta con varias universidades:
- La Universidad Católica. Ofrece varias carreras, como Derecho, Administración de Empresas Agropecuarias, Ciencias Administrativas, Ciencias Contables, Análisis de Sistemas Informáticos, Nutrición y Curso de Posgrado: Especialización en Docencia en Educación Superior.
- La Universidad San Lorenzo (UNISAL) es una casa de estudios que cuenta con variedad de carreras, aproximadamente doce.
- La Universidad Nacional de Villarrica del Espíritu Santo (UNVES). Esta casa de estudios tiene las carreras de Gestión; Adm. Pública, Adm. de Empresas, Agronomía, y Licenciatura Auditoría y Contabilidad).

En estas universidades asisten jóvenes de todo el departamento de Paraguarí. La ciudad es famosa por producir personalidades a nivel nacional de todos los ámbitos a través de la historia (poetas, militares, políticos, etc.).
Hay un hospital dependiente del MSP que cubre consultas, internados, cirugías de mediana complejidad, maternidad y salud infantil.
El IPS (salud pública con aporte obrero patronal) también cuenta con una filial para sus asegurados.
También hay consultorios médicos y odontológicos privados.

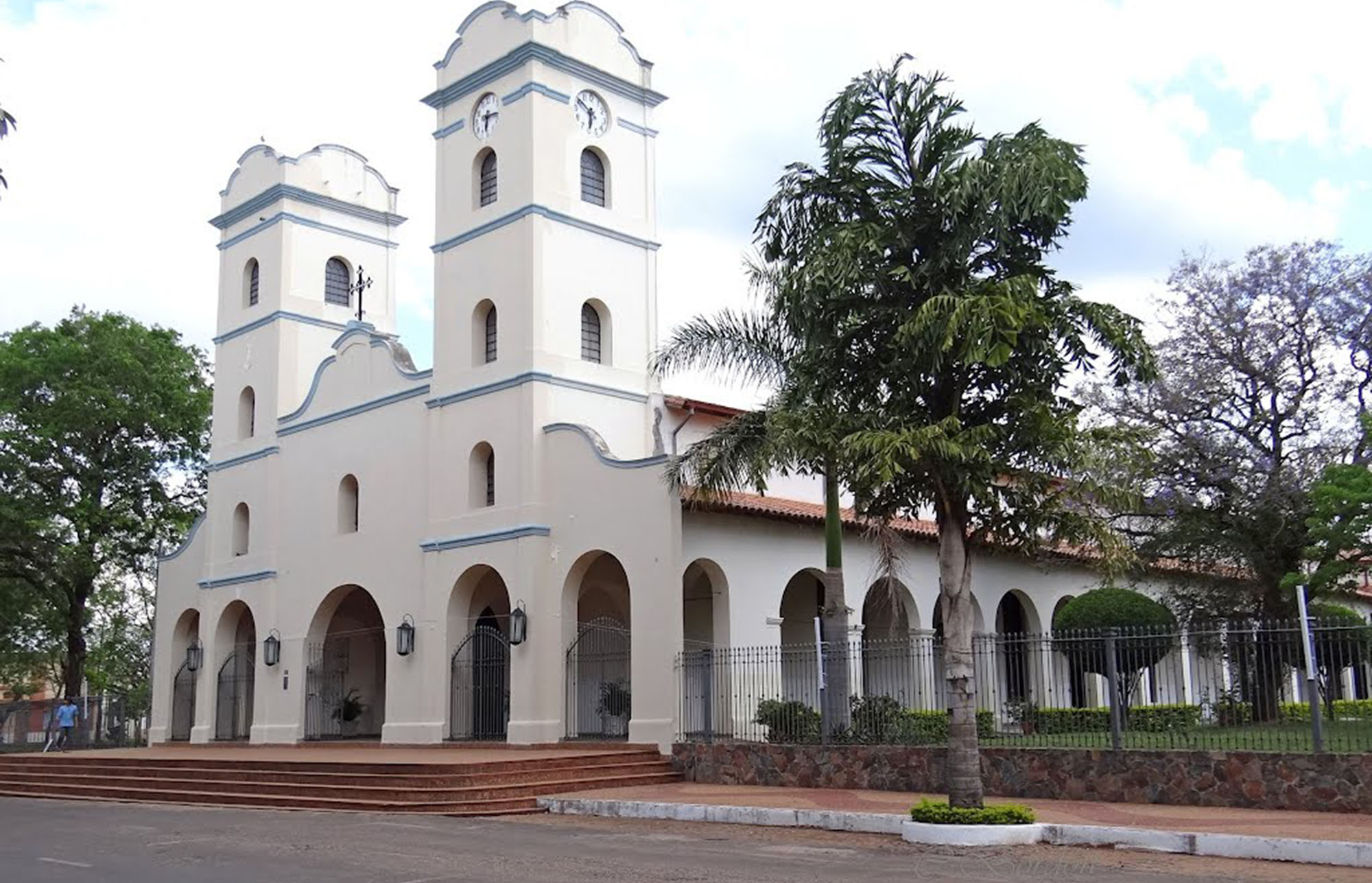
Catedral Inmaculada Concepción

## Turismo
En esta localidad se puede visitar la Casa de la Cultura y el Museo Histórico Artesanal del Centro Cultural Oñondivepá, que exhibe diversas muestras de la historia, el arte y la cultura de la región.
Existen varios locales en donde adquirir las artesanías de poyví: colchas, hamacas, frazadas, fajas, tapices, jergas, ponchos, cubrecamas y manteles de encaje yú y ao poí, producidos más que nada en la zona.
Por la compañía Caapucumí se puede llegar hasta Mosito Isla, navegando en canoas, para visitar la paradisíaca isla de 35 ha, en medio de los esterales del Ypoá. Por la compañía Pacheco se puede apreciar un árbol de tajy (lapacho) de gran porte que para rodearla se necesiatan ocho personas tomadas de la mano, sin duda es una de las más grandes de la región.
El distrito cuenta con tres Hoteles: "Don Gómez" ( 2 estrellas), "Ñande Hotel" (3 estrellas) y "Corona Suites" (4 estrellas). Cuenta con una gran variedad de empresas comerciales y de servicios que facilitan la comodidad y la celeridad de diferentes trámites que requieran los turistas.

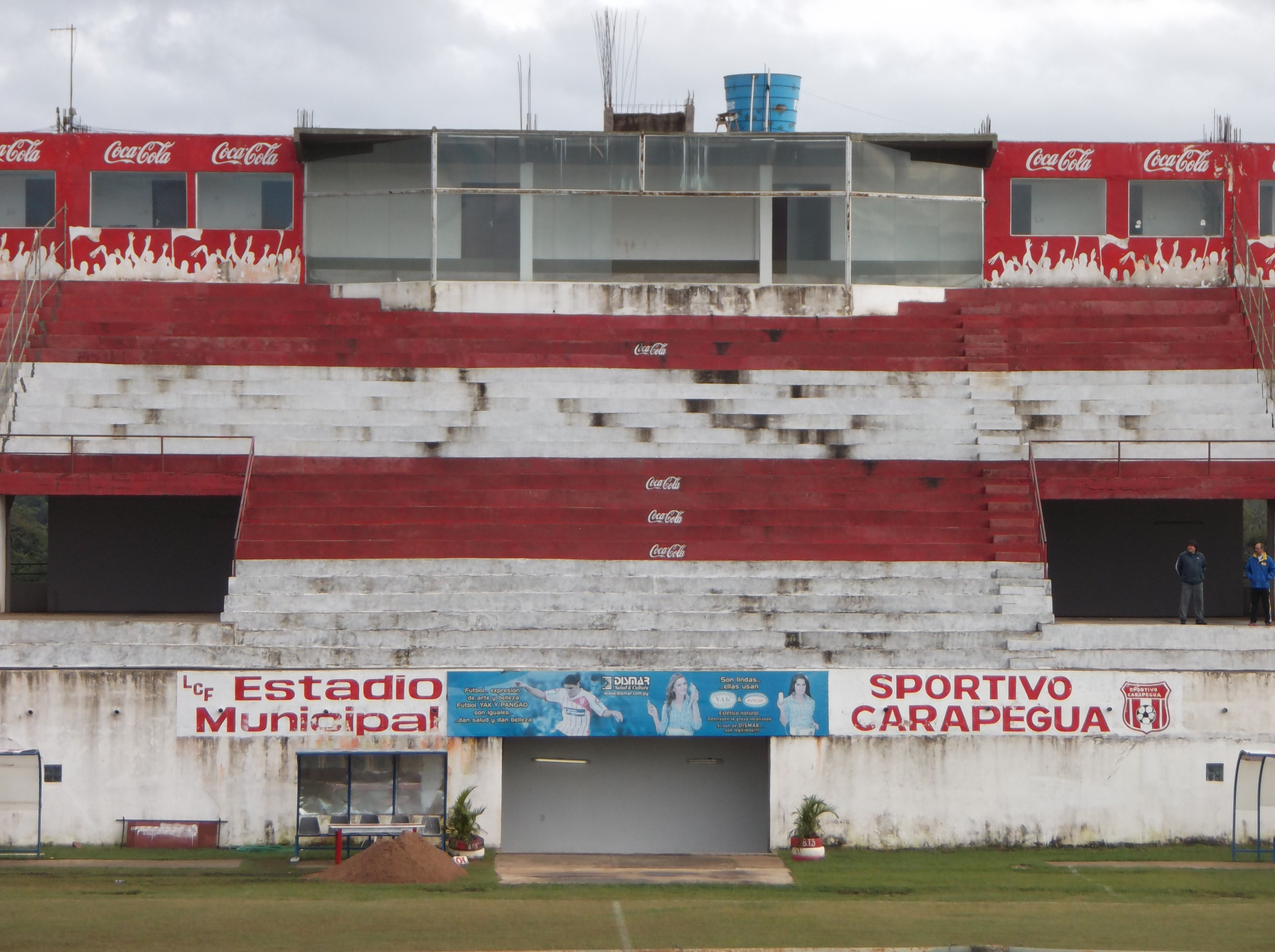
Estadio Municipal de Carapeguá, donde juega de local Club Sportivo Carapeguá.

## Deportes
El fútbol es el deporte más popular entre los habitantes de Carapeguá. En el año 2012, la ciudad fue representada en la División de Honor de Paraguay, por el Club Sportivo Carapeguá.
El 30 de diciembre de 2010, se inició la construcción de un nuevo estadio de fútbol, ubicado en la ciudad de Carapeguá, sobre la Ruta 1. Una vez concluida la primera parte de la obra, el estadio albergará unas 10 000 personas una preferencia para 6500 y un plate falsa para 3500). Contará con vestuarios, graderías, empastado con regadío automático, torres de iluminación, cabinas para los medios de prensa y palcos oficiales.
La ciudad cuenta con su propia liga, la Liga Carapegueña de Fútbol y también cuenta con estadios de fútbol capacitados para encuentros de fútbol de primera división tales como el Estadio Municipal de Carapeguá con capacidad para 10 000 personas se convierte en el estadio más grande de la ciudad, el Estadio Teniente 1º Alcides González con capacidad para 8.000 espectadores y el Estadio Teniente 1º Manuel Cabello con capacidad para 5.000 espectadores.